# Poppo de Grapfeld
Poppo I (muerto 839-841) fue un conde franco de Grapfeld (Grabfeld) entre 819-839. Era nieto de Heimrich, conde del Alto Rheingau y descendiente del conde robertino Cancor, y por lo tanto un miembro de la Casa de Babenberg (Popónidas).
Poppo fue un "líder de los francos" en 838-839, cuando él y otros nobles, incluyendo Gebhard, conde de Lahngau, el conde Adalberto de Metz y el arzobispo Odgar de Maguncia se enfrentaron a la revuelta de Luis el Germánico contra el Emperador Luis el Piadoso.
Poppo fue probablemente el padre (o abuelo) de Enrique de Franconia, el duque Poppo de Turingia y Egino.